# Must Get Out
Must Get Out este un cântec compus de formația pop-rock Maroon 5. Piesa figurează ca a șaptea pe albumul de debut al formației, Songs about Jane (2002). Este al cincilea și ultimul extras pe single de pe acest album.

## Compunerea piesei
Piesa este compusă de cântărețul și chitaristul Adam Levine și de către Jesse Carmichael (pian).

## Videoclip
Un videoclip oficial nu a fost filmat, datorită insuccesului piesei, însă fanii trupei au reușit să creeze un clip compus din înregistrările formației din concertele live.

## Extras pe single
Cântecul este lansat pentru piața muzicală din Marea Britanie, însă nu atinge performanțele melodiilor lansate anterior. Este cel mai slab cotat single al formației Maroon 5.